# Sivapithecus
Sivapithecus (česky též Sivapiték) je rod vyhynulých hominidů, žijících ve středním až mladším miocénu (asi před 8,5 - 12,5 miliony let) v oblasti jižní Asie (dnešní Indie a Pákistán). Pravděpodobně je nejstarším známým zástupcem vývojové linie orangutanů.

## Historie objevů
Sivapithecus je jedním z nejdéle známých vyhynulých hominoidů. Poprvé byl objeven již v roce 1878 v oblasti Potwar plateau, která je součástí pohoří Siválik v severním Pákistánu. Richard Lydekker tyto ostatky v roce 1879 popsal pod jménem Palaeopithecus sivalensis. Pak ale bylo zjištěno, že stejný název už nese jiný vyhynulý tvor. Proto Guy Ellock Pilgrim ostatky z pohoří Siválik v roce 1910 přejmenoval Sivapithecus indicus podle indického boha Šivy.

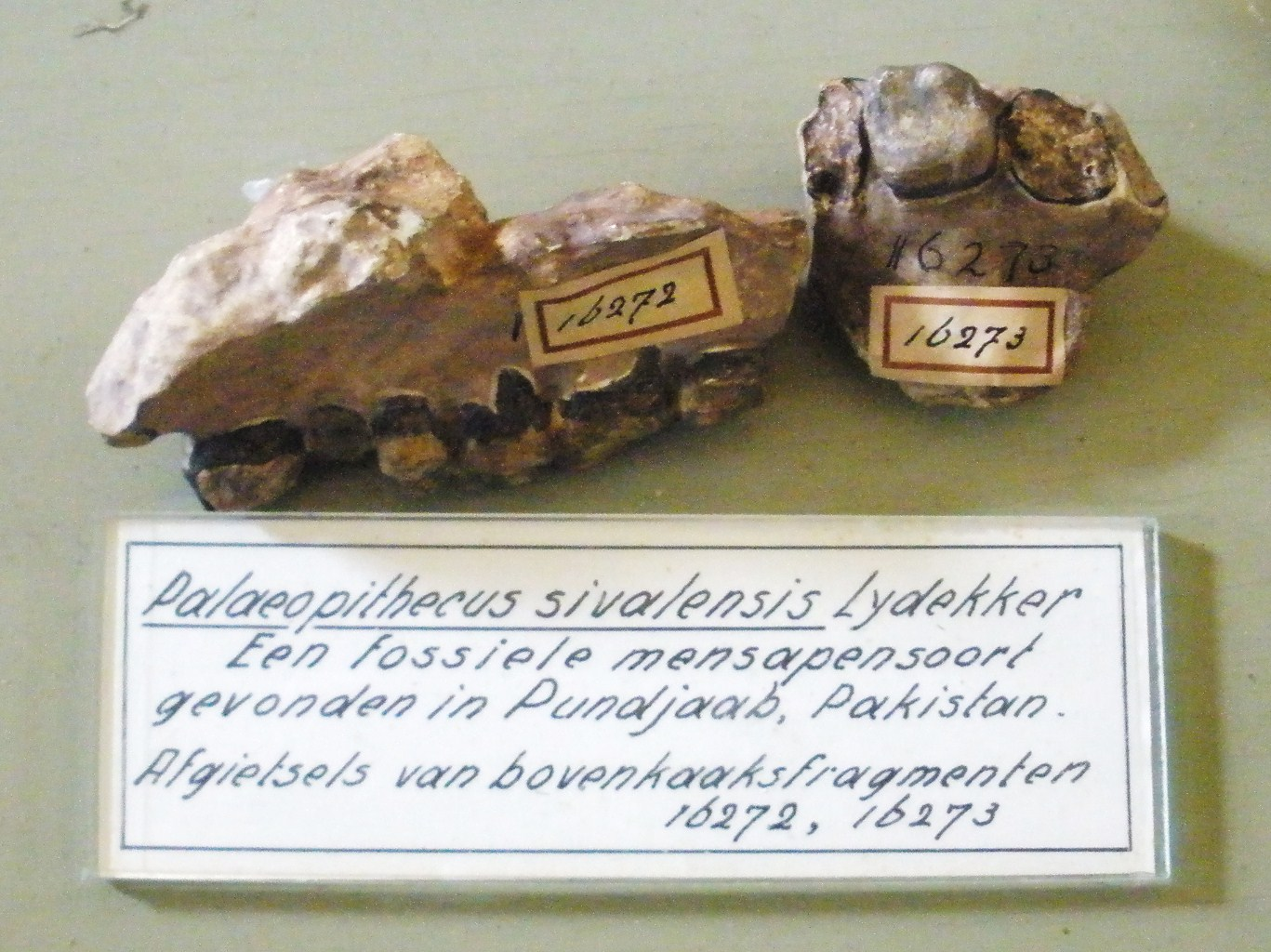
Zlomek čelisti, označený roku 1879 „Palaeopithecus sivalensis“

Během první poloviny 20. století byly v pohoří Siválik nalézány další ostatky fosilních hominoidů, a to v prostoru Potwar plateau v Pákistánu i v okolí obce Haritalyangar v severní Indii. Podle tehdejších zvyklostí v paleontologii byly jednotlivé rody a druhy definovány i na základě jediného zubu nebo jeho zlomku. Jen do roku 1915 tak bylo z podhůří Himálaje popsáno celkem 11 nových rodů a 28 nových druhů hominoidů a další stále přibývali.
Proto když George Edward Lewis publikoval v roce 1937 první taxonomickou revizi dosud známých ostatků ze Sivalické oblasti, našel mezi nimi mnoho shodných znaků. Nálezy tudíž redukoval jen do čtyř rodů (Ramapithecus, Bramapithecus, Sugrivapithecus a Sivapithecus) s devíti druhy. Většinou se jednalo o vzorky izolovaných zubů a zcela chyběly jakékoliv doklady mozkoven nebo postkraniální kostry. Již v této době ale byly pozorovány určité shody s utvářením chrupu moderního orangutana.
Hledání vyhynulých hominoidů z pohoří Siválik pokračovalo i v 50. a 60. letech 20. století, opět zejména v oblasti Potwar plateau a v okolí obce Haritalyangar. Další rozsáhlou revizi dosavadních nálezů uveřejnili v roce 1965 Elwyn L. Simons a David Pilbeam. V platnosti ponechali pouze rody Ramapithecus a Sivapithecus. Během 60. a 70. let oba autoři také intenzivně prosazovali názor, že Ramapithecus je první hominin, přímý předek Australopitéka i moderního člověka. Až počátkem 80. let 20. století začala větší část odborníků považovat rody Ramapithecus a Sivapithecus za synonyma a Ramapithecus byl z lidské vývojové linie vymazán.
Sporadické sběry v severní Indii na přelomu 20. a 21. století přinesly již jen malé množství nálezů. Získané kosterní ostatky v současnosti nejsou o mnoho kompletnější než v polovině 20. století. Sivapithecus je doložen převážně izolovanými zuby, zlomky čelistí a jen několika málo fragmenty postkraniální kostry. Předpoklad, že se jedná o blízkého příbuzného současných orangutanů posílil unikátní nález značně kompletní lebky včetně dolní čelisti v Potwar Plateau, který publikoval David Pilbeam v roce 1982.
Do rodu Sivapithecus bylo v minulosti řazeno velké množství nálezů, které jsou v současnosti přijímány jako samostatné taxony. Jedná se například o rody Griphopithecus a Ankarapithecus z Turecka nebo Lufengpithecus z Číny.

## Popis

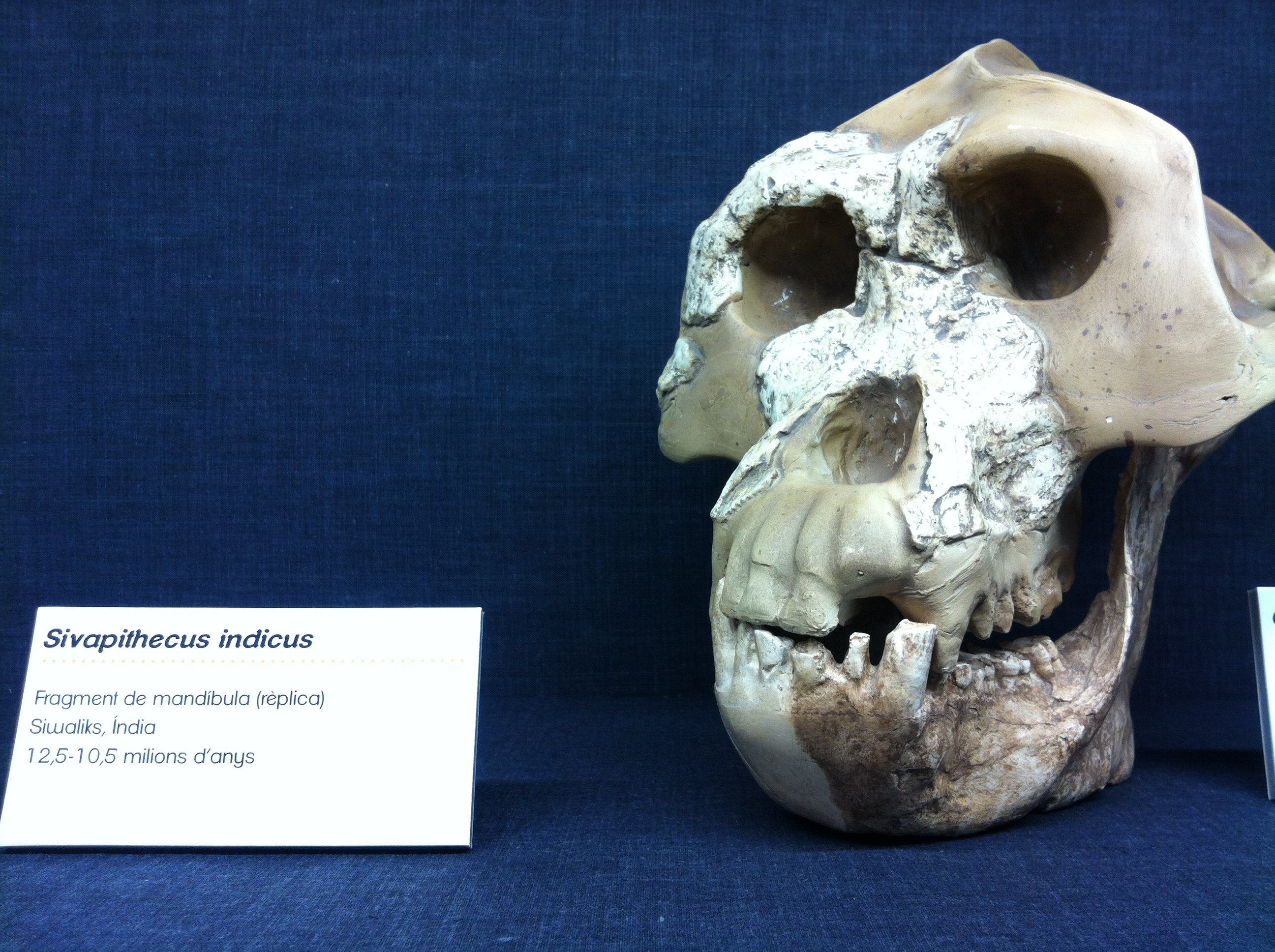
Rekonstrukce lebky rodu Sivapithecus

Sivapithecus byl poměrně úspěšným rodem, který přežíval po dlouhou dobu a rozdělil se nejméně do tří druhů. Oproti ostatním savcům je ovšem v pohoří Siwalik nalézán jen vzácně, tudíž populace tohoto rodu nemohly být v minulosti příliš velké. Nejstarší nálezy pocházejí z doby před 10 - 12,5 miliony let. Vrcholné období výskytu spadá do doby před 9 - 10 miliony let a v době před 9 miliony let Sivapitékové postupně ubývají a mizí.
Sivapithecus žil v korunách stromů subtropických opadavých lesů a dosahoval hmotnosti maximálně 35 kg. Detaily tváře lze pozorovat zejména díky nálezu dobře dochované obličejové části lebky z Potwar plateau. Ta ve své celkové podobě i v některých anatomických detailech silně připomíná moderní orangutany. Má široké jařmové oblouky, vysoký a úzký nosní otvor, vysoké oválné očnice, umístěné blízko u sebe i výrazně vyčnívající premaxilu. Kosti mozkovny však chybí, a proto nelze odhadovat velikost mozku.
Sivapithecus měl také robustní dolní čelist a zuby se silnou vrstvou skloviny, které mu umožnily pojídat kromě měkkého ovoce i tužší plody, jako například ořechy a semena. Tyto tužší složky potravy, náročnější na zpracování, ovšem nemusely tvořit podstatnou část jídelníčku. Sivapithecus je mohl konzumovat jen sezónně, v méně příznivých obdobích roku, kdy ovoce nebylo k dispozici.
Nálezy postkraniální kostry jsou mnohem vzácnější než ostatky čelistí a zubů. Získané fragmenty jsou navíc předmětem mnoha debat, protože na rozdíl od lebky neukazují zcela jednoznačně na spojení s orangutany.
Většina dochovaných kostí má celkem moderní charakter a odpovídá obratnému pohybu v korunách stromů. Problematická je zejména proximální hlavice pažní kosti, která svým tvarem ukazuje spíše na kvadrupední chůzi po ploskách chodidel, typickou pro časně miocenní hominoidy nebo pro současné kočkodanovité opice. Utváření pažní kosti tak přímo odporuje schopnosti brachiace nebo jiného pohybu v závěsu pod větvemi. Také články prstů jsou příliš krátké a rovné, takže přední končetiny by Sivapitékovi při houpání a ručkování neumožňovaly dostatečně pevný úchop. Zároveň však byly prsty natolik silné, že dovolují předpokládat pomalé šplhání v částečně vzpřímeném postoji. Tomu odpovídají i dochované kosti zánártí. Ukazují na existenci velkého chodidla, které bylo stabilní v různých pozicích a mohlo tudíž dobře podpírat vzpřímené tělo.
Sivapithecus tedy uplatňoval chůzi a běh po všech čtyřech končetinách jako opice, ale zároveň se dokázal pohybovat ve více vzpřímeném postoji jako současní lidoopi. Mohl obratně lézt a šplhat ve větvích, ale ne ručkovat. Na rozdíl od moderních orangutanů ještě nevyužíval brachiaci.

## Fylogeneze
Rod Sivapithecus byl téměř od prvního objevu pokládán ze příbuzného moderních orangutanů a většinou odborníků je stejný názor zastáván i v současnosti. Do vývoje člověka tento hominid patrně nezasáhl.
Překážkou pro zařazení do podčeledi Ponginae může být nejasný způsob pohybu, při kterém zřejmě převažoval běh po všech čtyřech končetinách a chyběla schopnost brachiace. To odporuje jinak vyspělé morfologii čelistí a zubů.
Pokud je anatomie předních končetin u dnešních hominidů synapomorfním znakem, musel mít shodně utvářené končetiny i jejich poslední společný předek a všichni jeho potomci. Nálezy pažních kostí rodu Sivapithecus ovšem postrádají patřičné znaky. Z toho plynou dvě možnosti. Tou první je, že Sivapithecus není součástí vývojové linie orangutanů a podobnosti na lebce jsou náhodné důsledky konvergence. Velká část badatelů ovšem předpokládá, že Sivapithecus je předkem orangutana, protože adaptace na pohyb v závěsu mohly vzniknout u gibonů, orangutanů, goril i šimpanzů nezávisle na sobě, nejde tedy o synapomorfii. Tomu odpovídá i nedávno nalezená kostra rodu Pierolapithecus ze Španělska. Čtyřnohá chůze se ale u Sivapitéka mohla vyvinout i druhotně, v důsledku specializace na specifické podmínky prostředí.

## Druhy
V současnosti jsou rozeznávány celkem tři druhy rodu Sivapithecus, které se liší velikostí i dobou výskytu:
- Sivapithecus indicus je nejstarším a zároveň nejmenším známým druhem. Vyskytoval se v době před 10,3 - 12,5 miliony let a jeho ostatky jsou značně zlomkovité.
- Sivapithecus parvada je největším známým druhem, který je ovšem znám dosud jen z lokality Sethi Nagri Y311 v Pákistánu, kde žil asi před 10 miliony let.
- Sivapithecus sivalensis je reprezentován nejkvalitnějším kosterním materiálem, včetně dobře dochované lebky a částí postkraniální kostry. Vyskytoval se před 8,5 - 9,5 miliony let.

Rod Sivapithecus byl pravděpodobně rozčleněn do většího množství druhů, které je však podle zlomkovitých ostatků velmi obtížné definovat. Nálezy, které jsou v současné době k dispozici, vyžadují důkladnou revizi a taxonomie rodu Sivapithecus se tak může v budoucnu značně změnit.